# Åke Thelning
Bendt Hans Åke Thelning (Vårgårda, 24 de outubro de 1892 -  16 de fevereiro de 1979) foi um ginete e oficial, campeão olímpico. 

## Carreira
Åke Thelning representou seu país nos Jogos Olímpicos de 1920 e 1924, na qual conquistou a medalha de ouro no salto por equipes em 1924. 